# Argens-Minervois
Pour les articles homonymes, voir Argens et Minervois.

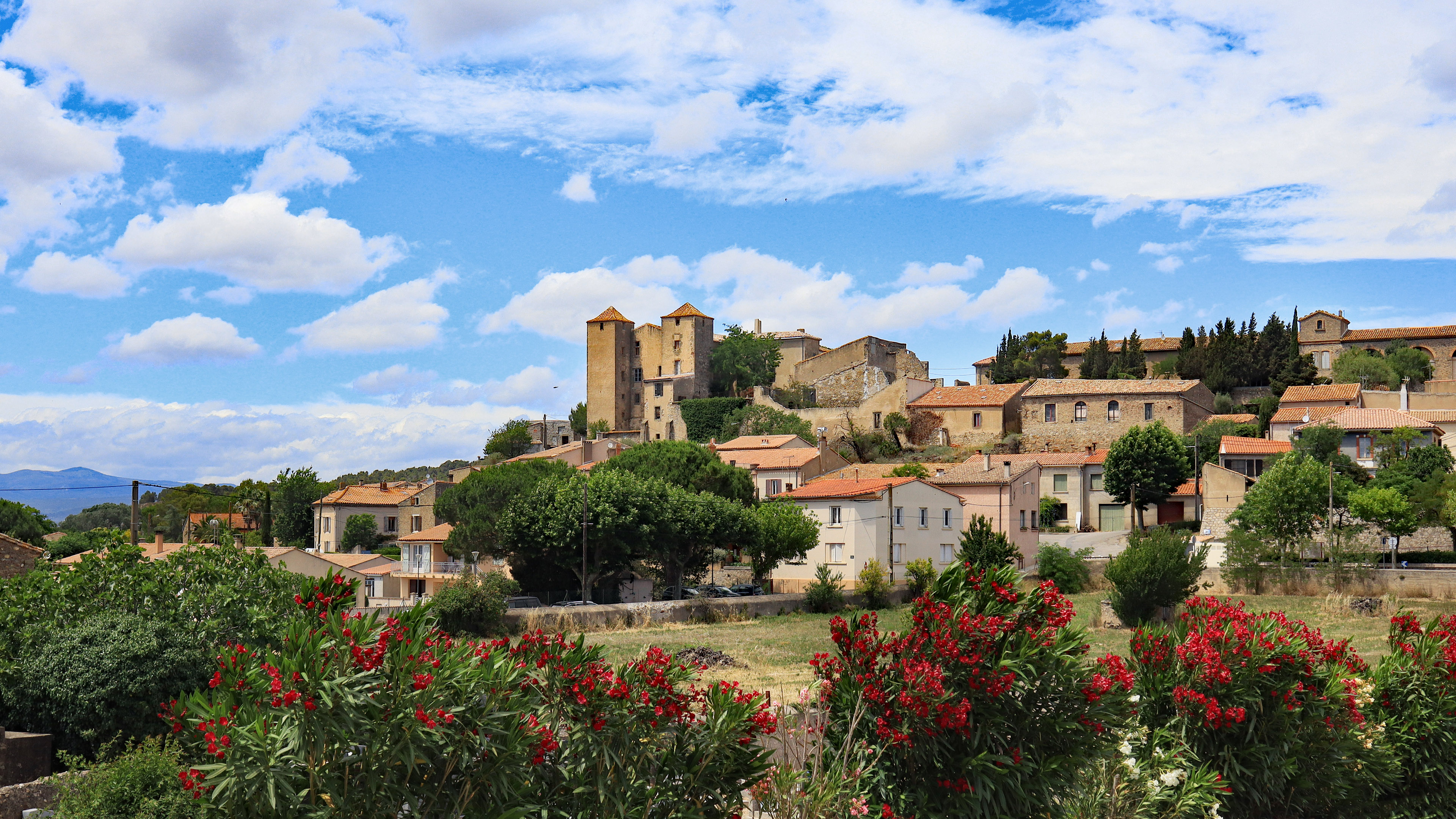

Argens-Minervois  est une commune française, située dans le département de l'Aude en région Occitanie. Le village est traversé par le canal du Midi.
Ses habitants sont appelés les Argensois.
Argens-Minervois est une commune rurale qui compte 375 habitants en 2022, après avoir connu une forte hausse de la population depuis 1975. Elle fait partie de l'aire d'attraction de Narbonne. Ses habitants sont appelés les Argenais ou  Argenaises.

## Géographie

### Localisation
Argens-Minervois est une commune située dans le Minervois, sur le canal du Midi. Elle est limitrophe du département de l'Hérault.

### Communes limitrophes
Les communes limitrophes sont  Lézignan-Corbières, Olonzac, Roubia et Tourouzelle.
|             | Olonzac (Hérault)  |        |
| Tourouzelle | Argens-Minervois   | Roubia |
|             | Lézignan-Corbières |        |

### Géologie et relief
Argens-Minervois se situe en zone de sismicité 2 (sismicité faible).

### Hydrographie
La commune est dans la région hydrographique « Côtiers méditerranéens », au sein du bassin hydrographique Rhône-Méditerranée-Corse. Elle est drainée par le canal du Midi, l'Aude et le ruisseau de l'Etang, constituant un réseau hydrographique de 6 km de longueur totale,.
Le canal du Midi, d'une longueur totale de 239,8 km, est un canal de navigation à bief de partage qui relie Toulouse à la mer Méditerranée depuis le xviie siècle.

### Climat
Pour des articles plus généraux, voir Climat de l'Occitanie et Climat de l'Aude.
En 2010, le climat de la commune est de type climat méditerranéen franc, selon une étude s'appuyant sur une série de données couvrant la période 1971-2000. En 2020, Météo-France publie une typologie des climats de la France métropolitaine dans laquelle la commune est exposée à un climat méditerranéen et est dans la région climatique Provence, Languedoc-Roussillon, caractérisée par une pluviométrie faible en été, un très bon ensoleillement (2 600 h/an), un été chaud (21,5 °C), un air très sec en été, sec en toutes saisons, des vents forts (fréquence de 40 à 50 % de vents > 5 m/s) et peu de brouillards.
Pour la période 1971-2000, la température annuelle moyenne est de 14,8 °C, avec une amplitude thermique annuelle de 16,1 °C. Le cumul annuel moyen de précipitations est de 603 mm, avec 6,6 jours de précipitations en janvier et 2,9 jours en juillet. Pour la période 1991-2020, la température moyenne annuelle observée sur la station météorologique la plus proche, située sur la commune de Lézignan-Corbières à 5 km à vol d'oiseau, est de 15,2 °C et le cumul annuel moyen de précipitations est de 678,7 mm,. Pour l'avenir, les paramètres climatiques de la commune estimés pour 2050 selon différents scénarios d'émission de gaz à effet de serre sont consultables sur un site dédié publié par Météo-France en novembre 2022.

### Milieux naturels et biodiversité

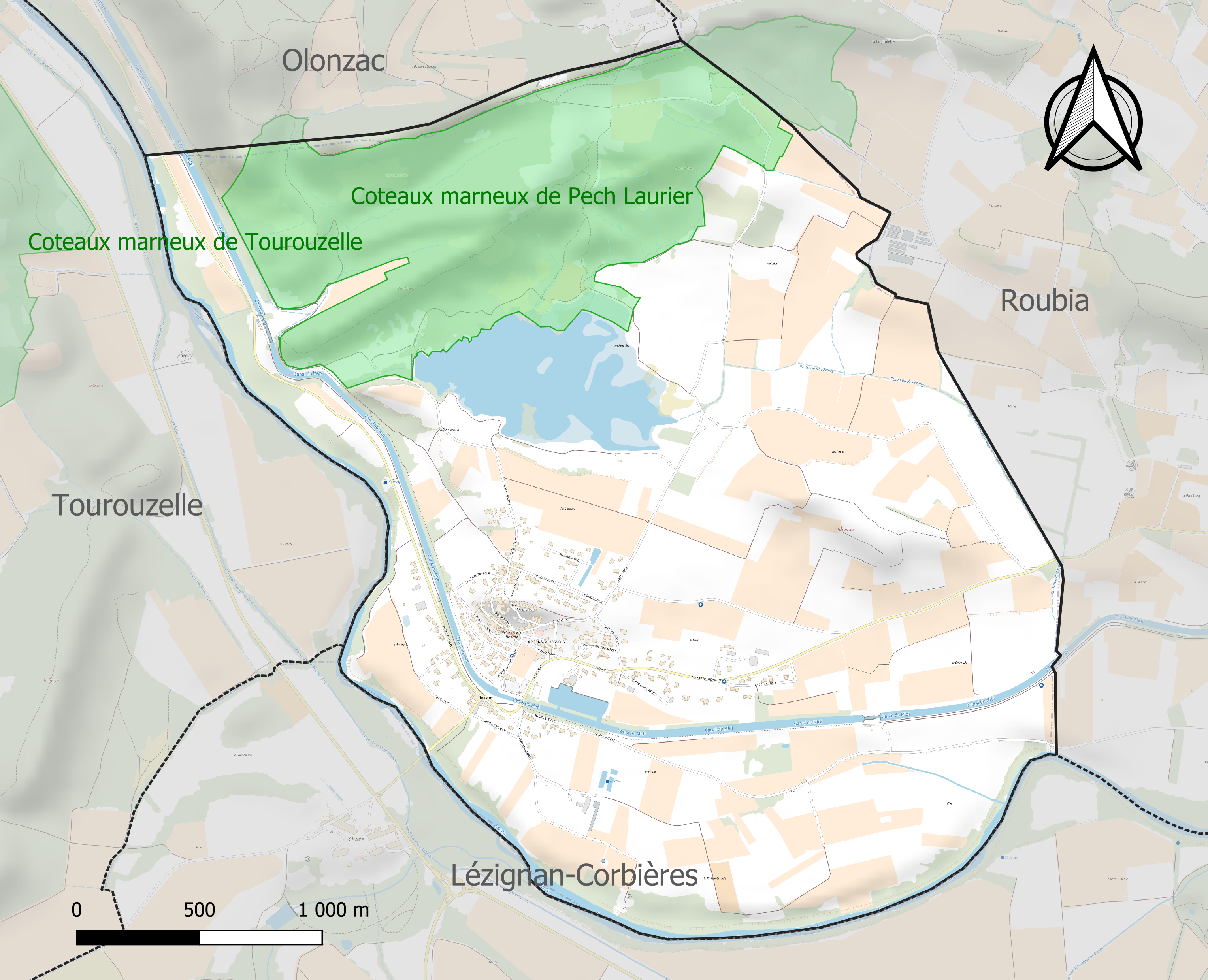
Carte de la ZNIEFF de type 1 localisée sur la commune.

L’inventaire des zones naturelles d'intérêt écologique, faunistique et floristique (ZNIEFF) a pour objectif de réaliser une couverture des zones les plus intéressantes sur le plan écologique, essentiellement dans la perspective d’améliorer la connaissance du patrimoine naturel national et de fournir aux différents décideurs un outil d’aide à la prise en compte de l’environnement dans l’aménagement du territoire.
Une ZNIEFF de type 1 est recensée sur la commune : les « coteaux marneux de pech Laurier » (102 ha), couvrant 3 communes dont 2 dans l'Aude et 1 dans l'Hérault.

## Urbanisme

### Typologie
Au 1er janvier 2024, Argens-Minervois est catégorisée commune rurale à habitat dispersé, selon la nouvelle grille communale de densité à 7 niveaux définie par l'Insee en 2022.
Elle est située hors unité urbaine. Par ailleurs la commune fait partie de l'aire d'attraction de Narbonne, dont elle est une commune de la couronne,. Cette aire, qui regroupe 71 communes, est catégorisée dans les aires de 50 000 à moins de 200 000 habitants,.

### Occupation des sols
L'occupation des sols de la commune, telle qu'elle ressort de la base de données européenne d’occupation biophysique des sols Corine Land Cover (CLC), est marquée par l'importance des territoires agricoles (65,9 % en 2018), en diminution par rapport à 1990 (73,1 %). La répartition détaillée en 2018 est la suivante : cultures permanentes (56,1 %), milieux à végétation arbustive et/ou herbacée (15,2 %), zones agricoles hétérogènes (9,8 %), zones urbanisées (8,2 %), eaux continentales (7,6 %), forêts (3 %). L'évolution de l’occupation des sols de la commune et de ses infrastructures peut être observée sur les différentes représentations cartographiques du territoire : la carte de Cassini (XVIIIe siècle), la carte d'état-major (1820-1866) et les cartes ou photos aériennes de l'IGN pour la période actuelle (1950 à aujourd'hui).

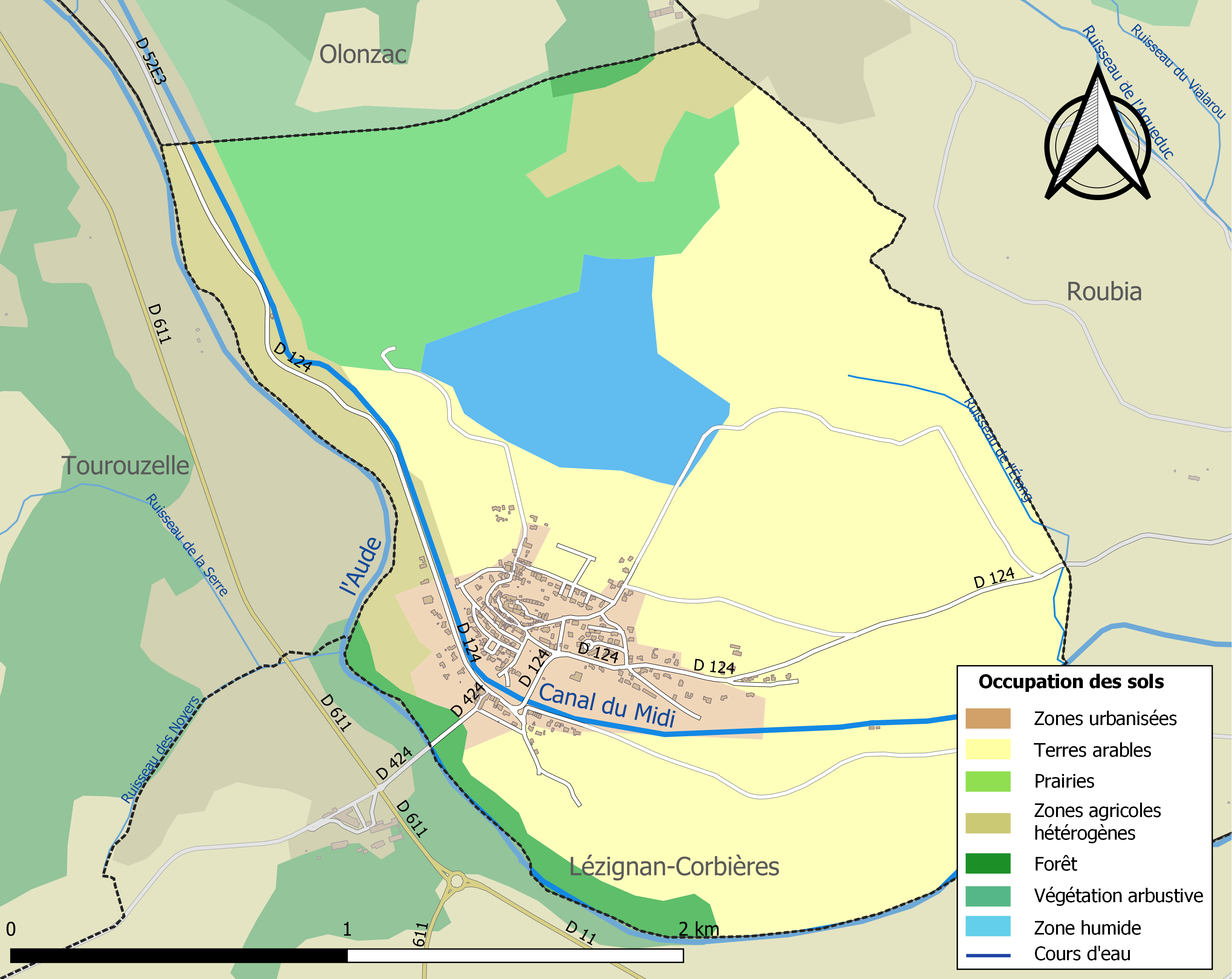
Carte des infrastructures et de l'occupation des sols de la commune en 2018 (CLC).

### Risques majeurs
Le territoire de la commune d'Argens-Minervois est vulnérable à différents aléas naturels : météorologiques (tempête, orage, neige, grand froid, canicule ou sécheresse), inondations, feux de forêts et séisme (sismicité faible). Un site publié par le BRGM permet d'évaluer simplement et rapidement les risques d'un bien localisé soit par son adresse soit par le numéro de sa parcelle.
Certaines parties du territoire communal sont susceptibles d’être affectées par le risque d’inondation par débordement de cours d'eau, notamment le canal du Midi et l'Aude. La commune a été reconnue en état de catastrophe naturelle au titre des dommages causés par les inondations et coulées de boue survenues en 1982, 1992, 1996, 1997, 1999, 2006, 2009 et 2018,.

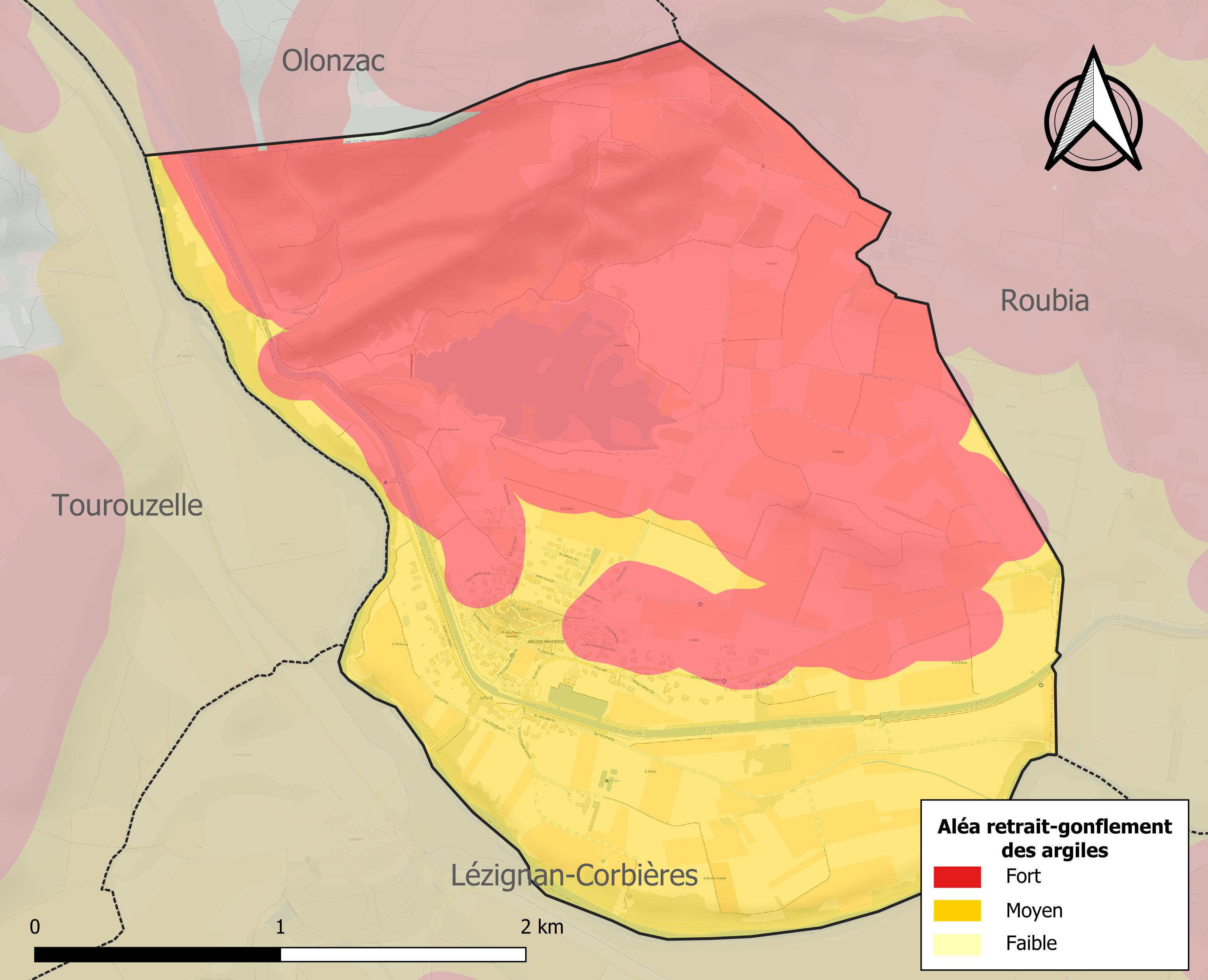
Carte des zones d'aléa retrait-gonflement des sols argileux d'Argens-Minervois.

Le retrait-gonflement des sols argileux est susceptible d'engendrer des dommages importants aux bâtiments en cas d’alternance de périodes de sécheresse et de pluie. La totalité de la commune est en aléa moyen ou fort (75,2 % au niveau départemental et 48,5 % au niveau national). Sur les 218 bâtiments dénombrés sur la commune en 2019, 218 sont en aléa moyen ou fort, soit 100 %, à comparer aux 94 % au niveau départemental et 54 % au niveau national. Une cartographie de l'exposition du territoire national au retrait gonflement des sols argileux est disponible sur le site du BRGM,.

## Toponymie

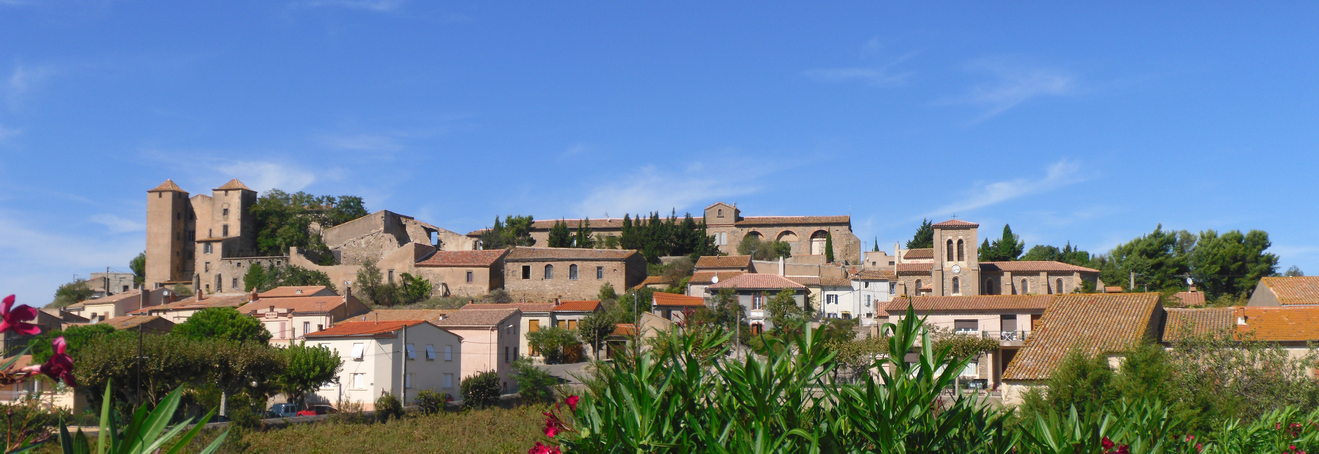

## Histoire
Les Argenais étaient qualifiés, d'après Jacques Carrasco, de « manjo-sant », sobriquet signifiant « bigots ».

### Héraldique
| Argens-Minervois | D'après d'Hozier, les armes de l'ancienne communauté des habitants du lieu d'Argens sont : De vair à une fasce fuselée d'argent et de sinople. Famille de Grave : Trois ondes d'argent sur champ d'azur ayant pour cimier une tête de géant percée d'une lance, à écartelé de merle, au second et au quatrième, qui est d'or à cinq merlettes. Antoine de Niquet : D'azur à un chevron d'argent accompagné de trois geais d'or dans leur nid de sable, deux en chef et affrontés et un en pointe, et un chef de gueules chargé d'un croissant accosté de deux étoiles d'or (ce sont là les actuelles armoiries de Lézignan-Corbières). |

## Politique et administration

### Découpage territorial
La commune d'Argens-Minervois est membre de la communauté de communes de la Région Lézignanaise, Corbières et Minervois, un établissement public de coopération intercommunale (EPCI) à fiscalité propre créé le 20 décembre 2012 dont le siège est à Lézignan-Corbières. Ce dernier est par ailleurs membre d'autres groupements intercommunaux.
Sur le plan administratif, elle est rattachée à l'arrondissement de Narbonne, au département de l'Aude, en tant que circonscription administrative de l'État, et à la région Occitanie.
Sur le plan électoral, elle dépend du canton du Lézignanais pour l'élection des conseillers départementaux, depuis le redécoupage cantonal de 2014 entré en vigueur en 2015, et de la première circonscription de l'Aude  pour les élections législatives, depuis le redécoupage électoral de 1986.

### Liste des maires
| Période | Période  | Identité       | Étiquette | Qualité |
| ------- | -------- | -------------- | --------- | ------- |
| 2001    | 2005     | Pierre Peyrard |           |         |
| 2005    | 2008     | René Lazès     |           |         |
| 2008    | 2014     | René Lazès     |           |         |
| 2014    | 2016     | René Lazès     |           |         |
| 2016    | En cours | Gérard Garcia  |           |         |

## Démographie
L'évolution du nombre d'habitants est connue à travers les recensements de la population effectués dans la commune depuis 1793. Pour les communes de moins de 10 000 habitants, une enquête de recensement portant sur toute la population est réalisée tous les cinq ans, les populations de référence des années intermédiaires étant quant à elles estimées par interpolation ou extrapolation. Pour la commune, le premier recensement exhaustif entrant dans le cadre du nouveau dispositif a été réalisé en 2008.

En 2022, la commune comptait 375 habitants, en évolution de +8,38 % par rapport à 2016 (Aude : +2,65 %, France hors Mayotte : +2,11 %).
| 1793 | 1800 | 1806 | 1821 | 1831 | 1836 | 1841 | 1846 | 1851 |
| ---- | ---- | ---- | ---- | ---- | ---- | ---- | ---- | ---- |
| 106  | 120  | 143  | 197  | 178  | 172  | 208  | 221  | 187  |

| 1856 | 1861 | 1866 | 1872 | 1876 | 1881 | 1886 | 1891 | 1896 |
| ---- | ---- | ---- | ---- | ---- | ---- | ---- | ---- | ---- |
| 200  | 205  | 232  | 201  | 234  | 298  | 327  | 318  | 300  |

| 1901 | 1906 | 1911 | 1921 | 1926 | 1931 | 1936 | 1946 | 1954 |
| ---- | ---- | ---- | ---- | ---- | ---- | ---- | ---- | ---- |
| 292  | 289  | 262  | 247  | 262  | 251  | 225  | 199  | 225  |

| 1962 | 1968 | 1975 | 1982 | 1990 | 1999 | 2006 | 2008 | 2013 |
| ---- | ---- | ---- | ---- | ---- | ---- | ---- | ---- | ---- |
| 210  | 232  | 210  | 218  | 293  | 330  | 369  | 380  | 365  |

| 2018 | 2022 | - | - | - | - | - | - | - |
| ---- | ---- | - | - | - | - | - | - | - |
| 348  | 375  | - | - | - | - | - | - | - |

## Économie

### Revenus
En 2018  (données Insee publiées en septembre 2021), la commune compte 171 ménages fiscaux, regroupant 349 personnes. La médiane du revenu disponible par unité de consommation est de 19 140 € (19 240 € dans le département).

### Emploi
| Division       | 2008   | 2013   | 2018   |
| -------------- | ------ | ------ | ------ |
| Commune        | 7,3 %  | 13,5 % | 13 %   |
| Département    | 10,2 % | 12,8 % | 12,6 % |
| France entière | 8,3 %  | 10 %   | 10 %   |

En 2018, la population âgée de 15 à 64 ans s'élève à 207 personnes, parmi lesquelles on compte 70,5 % d'actifs (57,5 % ayant un emploi et 13 % de chômeurs) et 29,5 % d'inactifs,. En  2018, le taux de chômage communal (au sens du recensement) des 15-64 ans est supérieur à celui du département et de la France, alors qu'en 2008 la situation était inverse.
La commune fait partie de la couronne de l'aire d'attraction de Narbonne, du fait qu'au moins 15 % des actifs travaillent dans le pôle,. Elle compte 68 emplois en 2018, contre 77 en 2013 et 71 en 2008. Le nombre d'actifs ayant un emploi résidant dans la commune est de 121, soit un indicateur de concentration d'emploi de 56 % et un taux d'activité parmi les 15 ans ou plus de 46,4 %.
Sur ces 121 actifs de 15 ans ou plus ayant un emploi, 31 travaillent dans la commune, soit 26 % des habitants. Pour se rendre au travail, 81,8 % des habitants utilisent un véhicule personnel ou de fonction à quatre roues, 0,8 % les transports en commun, 11,6 % s'y rendent en deux-roues, à vélo ou à pied et 5,8 % n'ont pas besoin de transport (travail au domicile).

### Activités hors agriculture
37 établissements sont implantés  à Argens-Minervois au 31 décembre 2019. Le tableau ci-dessous en détaille le nombre par secteur d'activité et compare les ratios avec ceux du département,.
| Secteur d'activité                                                                                        | Commune | Commune | Département |
| Secteur d'activité                                                                                        | Nombre  | %       | %           |
| --- | ------- | ------- | ----------- |
| Ensemble                                                                                                  | 37      |         |             |
| Industrie manufacturière, industries extractives et autres                                                | 3       | 8,1 %   | (8,8 %)     |
| Construction                                                                                              | 9       | 24,3 %  | (14 %)      |
| Commerce de gros et de détail, transports, hébergement et restauration                                    | 10      | 27 %    | (32,3 %)    |
| Activités financières et d'assurance                                                                      | 1       | 2,7 %   | (2,7 %)     |
| Activités immobilières                                                                                    | 3       | 8,1 %   | (5,2 %)     |
| Activités spécialisées, scientifiques et techniques et activités de services administratifs et de soutien | 5       | 13,5 %  | (13,3 %)    |
| Administration publique, enseignement, santé humaine et action sociale                                    | 4       | 10,8 %  | (13,2 %)    |
| Autres activités de services                                                                              | 2       | 5,4 %   | (8,8 %)     |

Le secteur du commerce de gros et de détail, des transports, de l'hébergement et de la restauration est prépondérant sur la commune puisqu'il représente 27 % du nombre total d'établissements de la commune (10 sur les 37 entreprises implantées  à Argens-Minervois), contre 32,3 % au niveau départemental.

### Agriculture
|                                   | 1988 | 2000 | 2010 |
| --------------------------------- | ---- | ---- | ---- |
| Exploitations                     | 23   | 12   | 8    |
| Superficie agricole utilisée (ha) | 156  | 100  | nd   |

La commune fait partie de la petite région agricole dénommée « Région viticole ». Huit exploitations agricoles ayant leur siège dans la commune sont dénombrées lors du recensement agricole de 2010 (douze en 1988).

## Culture locale et patrimoine

### Lieux et monuments
- Église de l'Assomption-de-la-Vierge d'Argens-Minervois.
- Église Saint-Vincent d'Argens-Minervois.
- Écluse d'Argens
- Château du XIVe siècle
- Village médiéval. Le village et ses abords sont inscrits au titre des sites naturels depuis 1943[32].
- Canal du Midi
- Lac des Aiguilles